# Кякук сяйе
Кякук сяйе (Кукушкин чай; баш. Кәкүк сәйе, тат. Кәкүк чәе, кәкүк — «кукушка», сәй, чәй — «чай») —  башкирский обрядовый праздник, посвящённый встрече весны.

## История
Кякук сяйе своё начало берёт от архаичных доисламских верований, которые были связаны с древним культом птиц у башкир — о способности душ умерших превращаться в птиц.

## Традиции
Кякук сяйе проводился в весенне-летний период — с конца апреля до середины июля.
Организатором праздника обычно являлась пожилая женщина, знающая правила проведения торжества. В некоторых районах её называли юлбарсы. Юлбарсы одевалась в пёстрое платье и украшенный монетками красный камзол-безрукавку, а на голову были наброшены два платка: один платок с пришитыми по краям медными круглыми бляшками — накидывался на голову в развернутом виде и покрывал всю спину, а другой — повязывался косынкой. Поверх платков надевала шапочку с высокой тульей. Обычно, организаторы устанавливали дату проведения праздника по времени прилета и голосу кукушки.
В день торжества празднично одетые женщины и дети собирались на склоне горы или на берегу реки, иногда на лужайке перед домом, для чаепития приносили с собой беляш (бэлиш), баурсак, блины, губадию, мёд, чак-чак, эремсек и другие.
Кякук сяйе начинался с обряда умилостивления кукушек: под корни деревьев, на которых куковали кукушки, дети поливали молоко, катык и клали яйца, а на ветки деревьев завязывали красные ленты. Пожилые женщины читали молитвы, смотря на вершины деревьев, просили у кукушек даровать изобилие пищи, мира и благополучие роду. А потом дети подбирали хворост, сушняк для разведения костра. Пока женщины приступали к кипячению чая и приготовления пищи, молодежь играла в различные народные игры («Ак тирэк, кук тирэк», «Кумер юзек», «Йэшерэн яулык», «Ус букэн», «Ак кайын», «Балга бар», бег взапуски, прыжки, перетягивание каната между командами девушек и молодых женщин и др.), исполняли танцы, песни и такмаки.
Пожилые женщины во время чаепития, рассказывали поучительные истории, легенды, сказки, предрассудки о кукушке. После чаепития, загадывали желание и гадали, прислушиваясь к кукованию кукушки. Иногда на празднике раскладывали остатки каши на камнях, деревьях, пнях, и обращаясь к природе и птицам, произносили благопожелания с просьбой об изобилии и благополучии. Женщины исполняли песни о кукушке, исполняли танцы.

## Видеозаписи
- Кукушкин чай. Автор сценария: Г. Кулсарина; реж.: Л. Султангулова. (баш.)